# Endymion (poemat)

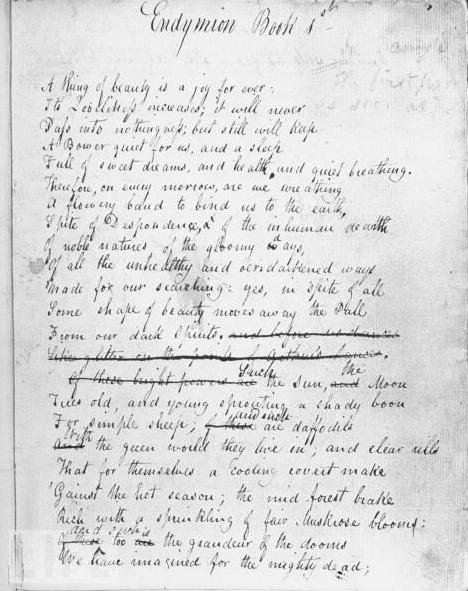
Strona rękopisu Johna Keatsa z początkiem Endymiona

Endymion – poemat angielskiego romantyka Johna Keatsa, opublikowany w 1818, będący jego najobszerniejszym utworem. Poemat składa się z czterech części o objętości około tysiąca wersów każda. Utwór jest napisany pentametrem jambicznym parzyście rymowanym. Jest oparty na starogreckiej legendzie o miłości bogini Artemidy (Diany) do śmiertelnego człowieka, pasterza Endymiona. W trakcie różnych perypetii młodzieniec zakochał się w ziemskiej dziewczynie, która jednak okazała się samą boginią, która tylko wystawiała go na próbę. Jakkolwiek poemat jest najokazalszym dziełem Keatsa, poeta nie był z niego zadowolony. Poemat wyraża estetyczną postawę poety. 
A thing of beauty is a joy for ever:	

Its loveliness increases; it will never	

Pass into nothingness; but still will keep	

A bower quiet for us, and a sleep	

Full of sweet dreams, and health, and quiet breathing. 
Początkowy fragment utworu przełożył na język polski Zygmunt Kubiak.